# (9179) Satchmo
(9179) Satchmo est un astéroïde de la ceinture principale.

## Description
(9179) Satchmo est un astéroïde de la ceinture principale. Il fut découvert le 13 mars 1991 à Harvard par l'observatoire Oak Ridge. Il présente une orbite caractérisée par un demi-grand axe de 2,98 UA, une excentricité de 0,12 et une inclinaison de 11,1° par rapport à l'écliptique.

## Compléments